# Pšánky
Pšánky (deutsch Psanek) ist eine Gemeinde in Tschechien. Sie liegt neun Kilometer südlich von Hořice und gehört zum Okres Hradec Králové.

## Geographie
Pšánky befindet sich in den südlichen Ausläufern des Horschitzer Berglandes am Bašnický potok. Nordwestlich erhebt sich die Pískovka (294 m) und im Südosten der Stračovský Bor (295 m).
Nachbarorte sind Bříšťany im Norden, Čeňov und Stračov im Nordosten, Stračovská Lhota, Mžany, und Zavadilka im Osten, Janov im Südosten, Nerošov und Lodín im Süden, Petrovice im Südwesten, Petrovičky im Westen sowie Sukorady im Nordwesten.

## Geschichte
Pšánky wurde wahrscheinlich im 12. oder 13. Jahrhundert gegründet. Erstmals schriftlich erwähnt wurde das zu den Gütern der Herren von Petrovičky gehörige Dorf Blšany im Jahre 1393. 1511 verkaufte Hašek Zvířetický von Wartenberg seine Feste in Petrovičky einschließlich des zugehörigen Dorfes Pšánky an Jan Krupá von Probluz. Dieser schloss Pšánky an die Herrschaft Bašnice an. Mehrere Jahrhunderte blieb Pšánky zu Bašnice zugehörig. Zusammen mit Hořice, Mlázovice, Chvalina, Milovice u Hořic, Bříšťany und Petrovice schenkte Ferdinand II. 1635 Pšánky dem Grafen Jakob Strozzi von Schrattenthal. Zu Beginn des 19. Jahrhunderts kauften die Grafen von Harrach das Dorf von den Strozzi und gliederten es an das Gut Stračov an.
Nach der Aufhebung der Patrimonialherrschaften bildete Pšánky eine Gemeinde im Bezirk Königgrätz. Zum Ende des 19. Jahrhunderts wurde die Gemeinde in den Bezirk Nová Paka umgegliedert. 1903 bestand das Dorf aus 32 Häusern und hatte 162 Einwohner. 1924 erfolgte im Zuge der Bodenreform eine Parzellierung des Großgrundbesitzes der Grafen Harrach. Von 1949 bis 1960 war Pšánky dem Okres Hořice zugeordnet, seit 1961 gehört sie wieder zum Okres Hradec Králové. 1971 erfolgte die Eingemeindung nach Petrovice. Seit 1993 besteht die Gemeinde Pšánky wieder. Pšánky besteht aus 38 Wohnhäusern, deren Zentrum ein großer Dorfplatz bildet.

## Gemeindegliederung
Für die Gemeinde Pšánky sind keine Ortsteile ausgewiesen.

## Sehenswürdigkeiten
- Statue des hl. Johannes